# Iefim Tcheptsov
Iefim Mikhaïlovich Tcheptsov (russe : Ефим Михайлович Чепцов), né le 28 décembre 1874, à Medvenka, dans le gouvernement de Koursk et mort le 8 janvier 1950 à Moscou est un peintre et enseignant russe et soviétique, artiste émérite de la RSFSR, membre de l'Union des artistes soviétiques de Léningrad (ru). 

## Biographie
Iefim Mikhaïlovich Tcheptsov est né le 28 décembre 1874 dans le village de Medvenka (ru). Il est diplômé de l'école de dessin de la laure des Grottes de Kiev. À partir de 1895, il vit à Saint-Pétersbourg. Dans les années 1901-1904, il travaille à l'atelier d'art de la princesse Tenicheva. Au sein d'un atelier d'étudiants, il est ensuite peintre d'église à Florence sous la direction du professeur Mikhaïl Preobrajenski. 
En 1905-1911, il étudie à l' Académie impériale des arts de Saint-Pétersbourg auprès de Vassili Savinski (ru), Ian Tsionglinskiy, Ivan Tvorojnikov et Vladimir Makovski. En 1911, Iefim Tcheptsov reçoit pour le tableau Chez le docteur le titre de peintre et une bourse pour voyager à l'étranger. Il visite les musées d'art de Berlin, Vienne, Paris, Florence, Rome et s'installe ensuite à l'île de Capri, où il rencontre Maxime Gorki. Sa toile Capri est récompensée par l'Académie par un deuxième voyage en Italie, ainsi qu'en Hollande et en Belgique. À son retour en Russie en 1914, il vit à Saint-Pétersbourg, mais réside en été à Medvenka, où il réalise de nombreux croquis et esquisses. 
Après la révolution, Tcheptsov vit à Medvenka et ne revient à Pétrograd qu'en 1922. Il participe à des expositions de la Société des artistes Arkhip Kouïndji (1925-1930) et de l'Association des artistes de la révolution (AKR) puis Association des artistes de la Russie révolutionnaire (AKKR) (1922-1932). Il enseigne à l'AKKR (1926-1929), à l'Institut de peinture, de sculpture et d'architecture de Léningrad (1933-1941), et à l'Institut pédagogique de la ville de Moscou V. P. Potemkine (ru) (1945-1949). 
En 1946, le titre d'artiste émérite de la République socialiste fédérative soviétique de Russie lui est attribué. 
Iefim Tcheptsov meurt à Moscou le 8 janvier 1950, à l'âge de soixante-quinze ans. Il est enterré au cimetière de la Présentation.

## Œuvre
Iefim Tcheptsov s'est principalement consacré à la peinture de paysages et de genre.
Parmi ses œuvres figurent Le Chasseur («Охотник», 1906), Les Amies («Подруги», 1918), La Réunion de la cellule rurale («Заседание сельской ячейки», 1924), L'Évacuation d'Ukraine de Makhno («Эвакуация с Украины Махно»), La Reconversion des enseignants («Переподготовка учителей», selon certaines sources L'École des travailleurs («Школьные работники»)), La Préparation du jour de la coopération au village («Проведение дня кооперации в деревне», tous deux de 1926), Lachine à la villa de Gorki à Capri («Ленин на даче Горького на Капри»), Lénine et Gorki avec des pêcheurs sur un bateau («Ленин и Горький с рыбаками на лодке», années 1930), Parmi ses parents («Среди родных», 1945), etc.
Ses œuvres sont conservées au musée national russe, à la galerie nationale Tretiakov, au musée régional des beaux-arts de Rostov, et dans des musées et collections privées en Russie et dans d'autres pays.

## Notes et références

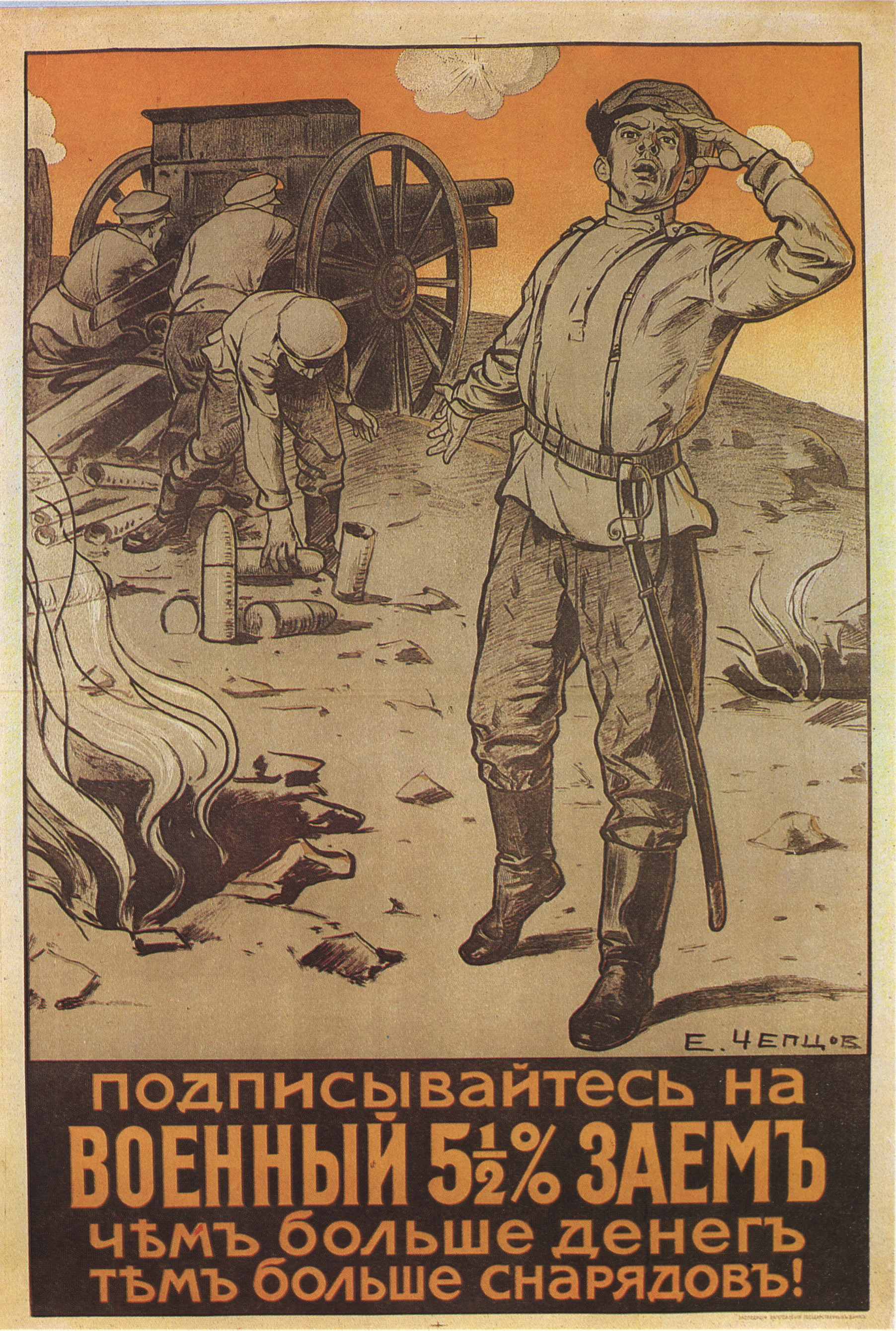
Souscrivez à un emprunt de guerre. 1916.

### Arcticle connexe
- Liste des peintres de l'Union des artistes de Léningrad (ru)